# Liste des ministres français de l'Artisanat
Cet article présente la liste des membres du gouvernement français (ministres, secrétaires d’État) chargés de l'artisanat. Ce poste ministériel a presque toujours été joint à celui de ministre du Commerce.
Le nom exact de la fonction peut varier à chaque nomination. Les dates indiquées sont les dates de prise ou de cessation des fonctions, qui sont en général la veille de la date de publication du décret de nomination au Journal officiel.

## Cinquième République
| Ministre ou secrétaire d'État          | Intitulé | Autre secrétaire d'État             | Intitulé                       | Début                          | Fin                            | Gouvernement                   |
| Présidence de Georges Pompidou         | Présidence de Georges Pompidou | Présidence de Georges Pompidou      | Présidence de Georges Pompidou | Présidence de Georges Pompidou | Présidence de Georges Pompidou | Présidence de Georges Pompidou |
| -------------------------------------- | --- | ----------------------------------- | ------------------------------ | ------------------------------ | ------------------------------ | ------------------------------ |
| Gabriel Kaspereit                      | Secrétaire d’État à la Moyenne et Petite industrie et à l'Artisanat                                                                                                   | Aucun                               | Aucun                          | 23 juillet 1969                | 6 juillet 1972                 | Chaban-Delmas                  |
| Yvon Bourges                           | Ministre du Commerce et de l'Artisanat | Aucun                               | Aucun                          | 6 juillet 1972                 | 2 avril 1973                   | Messmer 1                      |
| Jean Royer                             | Ministre du Commerce et de l'Artisanat | Aucun                               | Aucun                          | 5 avril 1973                   | 27 février 1974                | Messmer 2                      |
| Yves Guéna                             | Ministre de l'Industrie, du Commerce et de l'Artisanat | Aucun                               | Aucun                          | 1er mars 1974                  | 28 mai 1974                    | Messmer 3                      |
| Présidence de Valéry Giscard d'Estaing | |                                     |                                |                                |                                |                                |
| Vincent Ansquer                        | Ministre du Commerce et de l'Artisanat | Aucun                               | Aucun                          | 28 mai 1974                    | 27 août 1976                   | Chirac 1                       |
| Pierre Brousse                         | Ministre du Commerce et de l'Artisanat | Aucun                               | Aucun                          | 27 août 1976                   | 30 mars 1977                   | Barre 1                        |
| René Monory                            | Ministre de l'Industrie, du Commerce et de l'Artisanat | Claude Coulais et Antoine Rufenacht | Secrétaires d’État             | 30 mars 1977                   | 5 avril 1978                   | Barre 2                        |
| Jacques Barrot                         | Ministre du Commerce et de l'Artisanat | Aucun                               | Aucun                          | 5 avril 1978                   | 4 juillet 1979                 | Barre 3                        |
| Maurice Charretier                     | Ministre du Commerce et de l'Artisanat | Aucun                               | Aucun                          | 4 juillet 1979                 | 22 mai 1981                    | Barre 3                        |
| Présidence de François Mitterrand      | |                                     |                                |                                |                                |                                |
| André Delelis                          | Ministre du Commerce et de l'Artisanat | Aucun                               | Aucun                          | 22 mai 1981                    | 23 juin 1981                   | Mauroy 1                       |
| André Delelis                          | Ministre du Commerce et de l'Artisanat | Aucun                               | Aucun                          | 23 juin 1981                   | 22 mars 1983                   | Mauroy 2                       |
| Michel Crépeau                         | Ministre du Commerce et de l'Artisanat | Aucun                               | Aucun                          | 22 mars 1983                   | 19 juillet 1984                | Mauroy 3                       |
| Michel Crépeau                         | Ministre du Commerce, de l'Artisanat et du Tourisme | Jean-Marie Bockel                   | Secrétaire d’État              | 19 juillet 1984                | 19 février 1986                | Fabius                         |
| Jean-Marie Bockel                      | Ministre du Commerce, de l'Artisanat et du Tourisme | Aucun                               | Aucun                          | 19 février 1986                | 20 mars 1986                   | Fabius                         |
| Georges Chavanes                       | Ministre délégué chargé du Commerce, de l'Artisanat et des Services                                                                                                   | Aucun                               | Aucun                          | 25 mars 1986                   | 12 mai 1988                    | Chirac 2                       |
| François Doubin                        | Ministre délégué chargé du Commerce, de l'Artisanat et du Tourisme | Aucun                               | Aucun                          | 12 mai 1988                    | 28 juin 1988                   | Rocard 1                       |
| François Doubin                        | Ministre délégué chargé du Commerce et de l'Artisanat | Aucun                               | Aucun                          | 28 juin 1988                   | 16 mai 1991                    | Rocard 2                       |
| François Doubin                        | Ministre délégué chargé du Commerce et de l'Artisanat | Aucun                               | Aucun                          | 16 mai 1991                    | 25 mai 1991                    | Cresson                        |
| François Doubin                        | Ministre délégué chargé de l'Artisanat, du Commerce et de la Consommation                                                                                             | Aucun                               | Aucun                          | 25 mai 1991                    | 4 avril 1992                   | Cresson                        |
| Jean-Marie Rausch                      | Ministre délégué chargé du Commerce et de l'Artisanat | Aucun                               | Aucun                          | 4 avril 1992                   | 2 octobre 1992                 | Bérégovoy                      |
| Gilbert Baumet                         | Ministre délégué chargé du Commerce et de l'Artisanat | Aucun                               | Aucun                          | 2 octobre 1992                 | 30 mars 1993                   | Bérégovoy                      |
| Alain Madelin                          | Ministre des Entreprises et du Développement économique, chargé des Petites et Moyennes entreprises et du Commerce et de l'Artisanat                                  | Aucun                               | Aucun                          | 30 mars 1993                   | 18 mai 1995                    | Balladur                       |
| Présidence de Jacques Chirac           | |                                     |                                |                                |                                |                                |
| Jean-Pierre Raffarin                   | Ministre des Petites et Moyennes entreprises, du Commerce et de l'Artisanat                                                                                           | Aucun                               | Aucun                          | 18 mai 1995                    | 6 novembre 1995                | Juppé 1                        |
| Jean-Pierre Raffarin                   | Ministre des Petites et Moyennes entreprises, du Commerce et de l'Artisanat                                                                                           | Aucun                               | Aucun                          | 6 novembre 1995                | 4 juin 1997                    | Juppé 2                        |
| Marylise Lebranchu                     | Secrétaire d’État chargée des PME, du Commerce et de l'Artisanat | Aucun                               | Aucun                          | 4 juin 1997                    | 27 mars 2000                   | Jospin                         |
| Marylise Lebranchu                     | Secrétaire d’État chargé des PME, du Commerce, de l'Artisanat et de la Consommation                                                                                   | Aucun                               | Aucun                          | 27 mars 2000                   | 18 octobre 2000                | Jospin 2                       |
| François Patriat                       | Secrétaire d’État chargé des PME, du Commerce, de l'Artisanat et de la Consommation                                                                                   | Aucun                               | Aucun                          | 18 octobre 2000                | 25 février 2002                | Jospin 2                       |
| Christian Pierret                      | Ministre délégué à l'Industrie, aux Petites et Moyennes entreprises, au Commerce, à l'Artisanat et à la Consommation                                                  | Aucun                               | Aucun                          | 25 février 2002                | 7 mai 2002                     | Jospin 2                       |
| Renaud Dutreil                         | Secrétaire d’État aux PME, au Commerce, à l'Artisanat et aux Professions libérales                                                                                    | Aucun                               | Aucun                          | 7 mai 2002                     | 17 juin 2002                   | Raffarin 1                     |
| Renaud Dutreil                         | Secrétaire d’État aux PME, au Commerce, à l'Artisanat, aux Professions libérales et à la Consommation                                                                 | Aucun                               | Aucun                          | 17 juin 2002                   | 30 mars 2004                   | Raffarin 2                     |
| Christian Jacob                        | Ministre délégué aux Petites et Moyennes entreprises, au Commerce, à l'Artisanat, aux Professions libérales et à la Consommation                                      | Aucun                               | Aucun                          | 31 mars 2004                   | 28 novembre 2004               | Raffarin 3                     |
| Christian Jacob                        | Ministre des Petites et Moyennes entreprises, du Commerce, de l'Artisanat, des Professions libérales et de la Consommation                                            | Aucun                               | Aucun                          | 29 novembre 2004               | 31 mai 2005                    | Raffarin 3                     |
| Renaud Dutreil                         | Ministre des Petites et Moyennes entreprises, du Commerce, de l'Artisanat et des Professions libérales                                                                | Aucun                               | Aucun                          | 2 juin 2005                    | 15 mai 2007                    | Villepin                       |
| Présidence de Nicolas Sarkozy          | |                                     |                                |                                |                                |                                |
| Aucun                                  | Aucun | Aucun                               | Aucun                          | 18 mai 2007                    | 18 juin 2007                   | Fillon 1                       |
| Aucun                                  | Aucun | Aucun                               | Aucun                          | 19 juin 2007                   | 18 mars 2008                   | Fillon 2                       |
| Hervé Novelli                          | Secrétaire d'État chargé du Commerce, de l'artisanat, des Petites et Moyennes entreprises, du Tourisme et des Services                                                | Aucun                               | Aucun                          | 18 mars 2008                   | 13 novembre 2010               | Fillon 2                       |
| Frédéric Lefebvre                      | Secrétaire d'État chargé du Commerce, de l'Artisanat, des Petites et Moyennes entreprises, du Tourisme, des Services, des Professions libérales et de la Consommation | Aucun                               | Aucun                          | 14 novembre 2010               | 10 mai 2012                    | Fillon 3                       |
| Présidence de François Hollande        | |                                     |                                |                                |                                |                                |
| Sylvia Pinel                           | Ministre déléguée chargée de l'Artisanat, du Commerce et du Tourisme                                                                                                  | Aucun                               | Aucun                          | 16 mai 2012                    | 18 juin 2012                   | Ayrault 1                      |
| Sylvia Pinel                           | Ministre de l'Artisanat, du Commerce et du Tourisme | Aucun                               | Aucun                          | 21 juin 2012                   | 31 mars 2014                   | Ayrault 2                      |
| Valérie Fourneyron                     | Secrétaire d'État chargée du Commerce, de l'Artisanat, de la Consommation et de l'Économie sociale et solidaire                                                       | Aucun                               | Aucun                          | 9 avril 2014                   | 3 juin 2014                    | Valls 1                        |
| Carole Delga                           | Secrétaire d'État chargée du Commerce, de l'Artisanat, de la Consommation et de l'Économie sociale et solidaire                                                       | Aucun                               | Aucun                          | 3 juin 2014                    | 25 août 2014                   | Valls 1                        |
| Carole Delga                           | Secrétaire d'État chargée du Commerce, de l'Artisanat, de la Consommation et de l'Économie sociale et solidaire                                                       | Aucun                               | Aucun                          | 26 août 2014                   | 17 juin 2015                   | Valls 2                        |
| Martine Pinville                       | Secrétaire d'État chargée du Commerce, de l'Artisanat, de la Consommation et de l'Économie sociale et solidaire                                                       | Aucun                               | Aucun                          | 17 juin 2015                   | 6 décembre 2016                | Valls 2                        |
| Martine Pinville                       | Secrétaire d'État chargée du Commerce, de l'Artisanat, de la Consommation et de l'Économie sociale et solidaire                                                       | Aucun                               | Aucun                          | 6 décembre 2016                | 15 mai 2017                    | Cazeneuve                      |
| Présidence d'Emmanuel Macron           | |                                     |                                |                                |                                |                                |
| Aucun                                  | Aucun | Aucun                               | Aucun                          | 15 mai 2017                    | 3 juillet 2020                 | Philippe 1 et 2                |
| Aucun                                  | Aucun | Aucun                               | Aucun                          | 26 juillet 2020                | 16 mai 2022                    | Castex                         |
| Aucun                                  | Aucun | Aucun                               | Aucun                          | 16 mai 2022                    | 4 juillet 2022                 | Borne                          |
| Olivia Grégoire                        | Ministre déléguée chargée des Petites et Moyennes Entreprises, du Commerce, de l'Artisanat et du Tourisme                                                             | Aucun                               | Aucun                          | 4 juillet 2022                 | 9 janvier 2024                 | Borne                          |
| Aucun                                  | Aucun | Aucun                               | Aucun                          | 9 janvier 2024                 | 21 septembre 2024              | Attal                          |
| Françoise Gatel                        | Ministre déléguée chargée de la Ruralité, du Commerce et de l'Artisanat                                                                                               | Aucun                               | Aucun                          | 21 septembre 2024              | 23 décembre 2024               | Barnier                        |
| Véronique Louwagie                     | Ministre déléguée chargée du Commerce, de l'Artisanat, des PME et de l'Économie sociale et solidaire                                                                  | Aucun                               | Aucun                          | 23 décembre 2024               | en cours                       | Bayrou                         |

### Sources
- Les gouvernements et les assemblées parlementaires sous la Ve République : 1958-2009, vol. 2, Secrétariat général de la Présidence et service de la Communication de l'Assemblée nationale, coll. « Connaissance de l'Assemblée », décembre 2008 (lire en ligne)
- « Toutes les personnalités ayant occupé le poste de la Catégorie Artisanat », Base de données historiques des gouvernements et Présidents des assemblées parlementaires (Régimes politiques français depuis 1789), Assemblée nationale (consulté le 20 septembre 2021)
- « Les Gouvernements de la Ve République », Assemblée nationale (consulté le 20 septembre 2021)